# Route nationale 160
Pour les articles homonymes, voir Route 160.
La route nationale 160, ou RN 160, était une route nationale française reliant Angers aux Sables-d'Olonne jusqu'en 2006. Elle est dédoublée par l'A87.
Du fait de son doublement par une autoroute, la totalité de l'axe a été déclassée en 2006 en route départementale 160 en Maine-et-Loire et dans la Vendée.
Avant les déclassements de 1972, la RN 160 allait de Saumur aux Sables-d'Olonne ; le tronçon Angers - Cholet appartenait à la RN 161. Le tronçon Saumur - Cholet a été déclassé en RD 960.

## Tracé de 1972 à 2006: d'Angers à Cholet (D 160)
Les communes traversées sont :
- Angers (km 0)
- Les Ponts-de-Cé (km 3)
- Mûrs-Érigné (km 4)
- Saint-Lambert-du-Lattay (km 20)
- Chanzeaux (km 24)
- Chemillé (en réaménagement) (km 33)
- Saint-Georges-des-Gardes (km 41)
- Trémentines (km 45)
- Nuaillé (km 48)
- Cholet (km 55)

## Tracé avant 1972: de Saumur à Cholet (D 960)
- Saumur
- Doué-la-Fontaine
- Concourson-sur-Layon
- Trémont
- Vihiers
- Coron
- Vezins
- Nuaillé
- Cholet

## Tracé avant 2006: de Cholet aux Sables-d'Olonne (D 160)
Les communes traversées sont:
- Mortagne-sur-Sèvre (km 65) : la route contourne cette ville, l'ancien tracé est devenu RD 960TER.
- Les Herbiers (km 81)
- Vendrennes (km 91)
- Sainte-Florence (km 95)
- Les Essarts (km 102)
- La Ferrière (km 111)
- La Roche-sur-Yon (km 123)
- La Mothe-Achard (km 142)
- Saint-Mathurin (km 149)
- Les Sables-d'Olonne (km 159)